# 族譜 (映画)
『族譜』（ぞくふ、チョクポ、朝鮮語: 족보、英語: The Genealogy、英語別題：The Family Pedigree）は、イム・グォンテク（林 權澤）が監督した1979年公開の韓国映画。1978年の映画とされることもある。
第17回大鐘賞で、優秀作品賞、監督賞、男優主演賞（ハ・ミョンジュン）を受賞した。
日本統治時代の朝鮮で幼少期を過ごした日本の作家である梶山季之の短編小説『族譜』を原作とする作品だが、日本では劇場未公開扱いである。ただし、日本でも非商業的な上映は行われており、韓国文化院で上映されることがあるほか、各地で上映されており、NHK教育テレビで放送されたこともある。

## あらすじ
日本統治時代の朝鮮、大地主の一族の長であるソル・ジニョン（薛鎮英）は、創氏改名に従って一族の氏を日本式のものに変えることを拒む。命令に従うようソルを説得するために、京畿道庁の日本人職員である谷六郎が派遣される。谷は、自分の使命と、朝鮮文化への敬意、そしてソルの娘へのほのかな思いとの間で、葛藤する。

## キャスト
- チュ・ソンテ（朱善泰、주선태）[10][3]
- ハ・ミョンジュン（河明中）（朝鮮語版）
- ハン・へスク（韓惠淑）（朝鮮語版）
- チェ・ナミョン（崔湳鉉）（朝鮮語版）
- キム・シンジェ（金信哉）（朝鮮語版）
- ユン・ヤンハ（朝鮮語版）
- チュ・サンホ（朱相鎬）（朝鮮語版）
- キム・ソックン（金石薰）（朝鮮語版）
- トッコ・ソン（獨孤成）（朝鮮語版）